# 原岡山日本海軍航空隊宿舍群 (醒村)
原日本海軍第六十一航空廠工員宿舍，為高雄市岡山區的舊眷村，原為1940年代興建的岡山高雄海軍航空隊宿舍群及軍事附屬設施空間（俱樂部、禮堂），其建築皆為兩層樓且具有拱廊，型式與其他眷舍不同。2009年，醒村的其中兩棟建築（A、F棟）被列為歷史建築；2017年，全區登錄為文化景觀。

## 介紹
日本海軍第六十一航空廠工員宿舍（醒村）為5棟兩層樓的磚造斜頂宿舍，以及禮堂和俱樂部。戰後作為空軍官校飛行教官宿舍，因四川成都飛行教官宿舍稱為醒村，而名之為醒村。醒村為岡山最講究的眷村，在四周築有圍牆且大門兩側有衛兵站崗。
醒村與鄰近的新生村、康樂村、筧橋村、自強村、實踐村、貿易十村、大鵬六村、大鵬九村呈東西向排列，構成一龐大的眷村建築群，其中除了醒村之外，其餘皆自2004年開始拆除。

## 其他
- 2015年電視劇《一把青》的取景場景之一
- 臺灣男演員張晨光、臺灣男藝人曾少宗曾居住於此